# Grad Dobrenja
Grad Dobrenja je bil grad nad naseljem Gradiške v občini Kungota. Prvič je bil posredno omenjen leta 1239 in 1256, kot sta omenjena kot salzburška ministeriala viteza Henrik in Ekart iz Dobrenge. Grad je bil najverjetneje opuščen v začetku 14. stoletja.

## Zgodovina
O nastanku gradu ni znanih virov. Vas Dobrenga se prvič omenja leta 1130, ne pa tudi grad. V pisnih virih se grad prvič omenja posredno v listini iz leta 1239, v kateri sta omenjena viteza Heinricus in Ekeharde de Dobrenge, ki sta bila salzuburška ministeriala. Oba sta omenjena še v listini iz leta 1256, ko je bil slednji obsojen, ker je napravil škodo samostanu Göss. Isti Ekehard je bil leta 1273 in 1276 namestnik deželnega sodnika. Nato je leta 1285 omenjen Friderik, leta 1300 pa Henrik z Dobrenja. Domnevno je bil grad opuščen po letu 1466, če ne že v začetku 14. stoletja. Gre za enega od redkih gradov, katerega ime je slovenskega izvora. Najverjetneje zaradi majhnega pomena gradu, ki je ob nastanku prevzel ime po že obstoječi vasi.
Dobrenjski vitezi pa so pozneje v 15. stoletju omenjani do leta 1466, živeli pa so na dvoru na Dobrenju, ki se omenja leta 1432, katerega lokacija pa ni znana. 
Ruševine gradu Dobrenj je prerasel gozd in so skoraj v celoti izginile. Arheologi so ruševine iskali na griču nad naseljem Gradiške, saj so po ljudskem izročilu iz kamenja nekdanjega gradu, nekaj nižje na griču nad Gradiško, zgradili cerkev, katere zaščitnik je bila Sv. Kunigunda. Nekateri viri pa namigujejo, da je bila iz ostankov gradu zgrajena tudi kapela v gozdu ob vznožju griča. Na zahodnem delu grebena so skromni ostanki grajskega jedra. Na skrajno zahodni strani je stal palacij in pred njim obzidano dvorišče. Gre za skromen obodni grad, ki se je širil po grebenu proti vzhodu. Na vzhodnem delu grebena so vidni ostanki okroglega stolpa.